# Stapelia grandiflora
Stapelia grandiflora, auch Aasblume genannt, ist eine Pflanzenart aus der Unterfamilie der Seidenpflanzengewächse (Asclepiadoideae). Sie gehört zu den Stapelia-Arten mit den größten Blüten (Durchmesser bis 22 cm). Mit dem Namen Aasblume werden jedoch auch andere Arten der Gattung Stapelia bezeichnet.

## Merkmale
Die Art bildet ausdauernde, stammsukkulente, relativ große Triebe in kompakten Wuchsformen. Die Triebe werden bis 30 cm hoch und erreichen einen Durchmesser von bis zu 3 cm. Der sich zur Spitze verjüngende Blütenstiel kann bis zu 7 cm lang werden. Er wird bis etwa 5 mm dick. Die Blütenkrone ist bräunlich und misst bis zu 22 cm im Durchmesser. Sie ist meist flach bis breit-trichterförmig. Die Kronenröhre ist kurz und eng und umfasst basal die Nebenkrone. Die Kronenzipfel sind bis 8,8 cm lang und oval-zugespitzt. Die Spitzen sind oft weit nach außen umgebogen und meist kahl. Außen sitzen feine Flaumhaare, innen sind zentralen Teile mit kürzeren, die Ränder mit langen, weichen Haaren besetzt. Die Nebenkrone ist kurz gestielt. Die interstaminalen Nebenkronenzipfel sind 7 bis 9 mm lang, gerundet-rechteckig und z. T. apikal sich leicht verbreiternd. Sie sind konkav gebogen und stehen mehr oder weniger aufrecht. Apikal sind sie leicht nach außen gebogen, und unregelmäßig gezähnt oder gekerbt. Die staminalen Nebenkronenzipfel sind braun, oft zur Spitze hin gelb werden, 6 bis 11 mm lang und aufrecht stehend. Die Staubblätter sind orange bis bräunlich gefärbt. Sie messen 1 bis 1,25 mm × 0,6 bis 0,75 mm und sind D-förmig. 
Die Früchte stehen meist einzeln.
Die Chromosomenzahl beträgt 2n = 22.

## Verbreitung

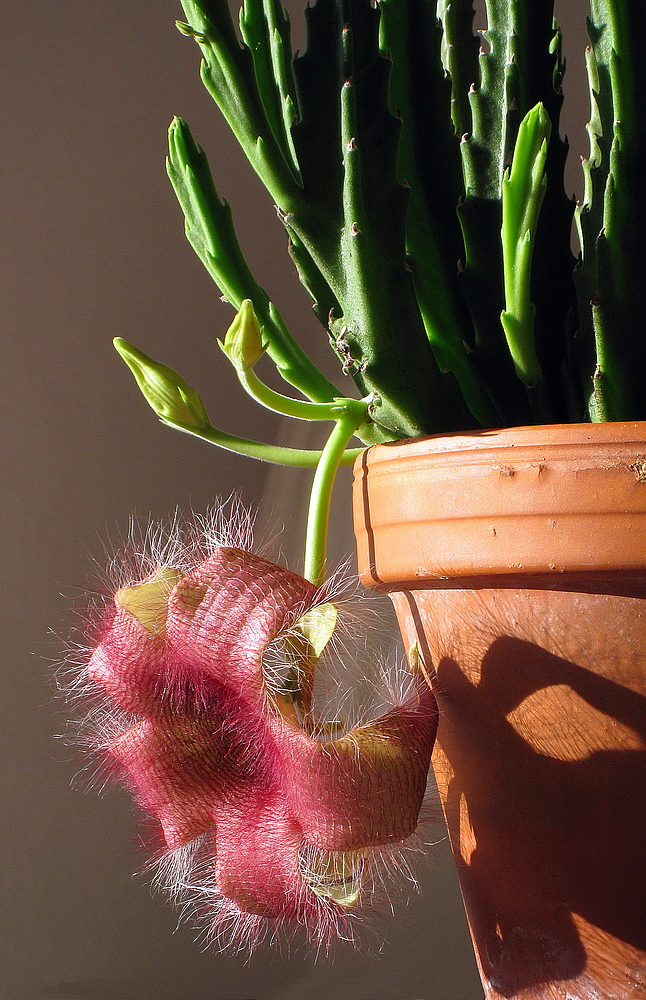
Stapelia grandiflora als Zimmerpflanze

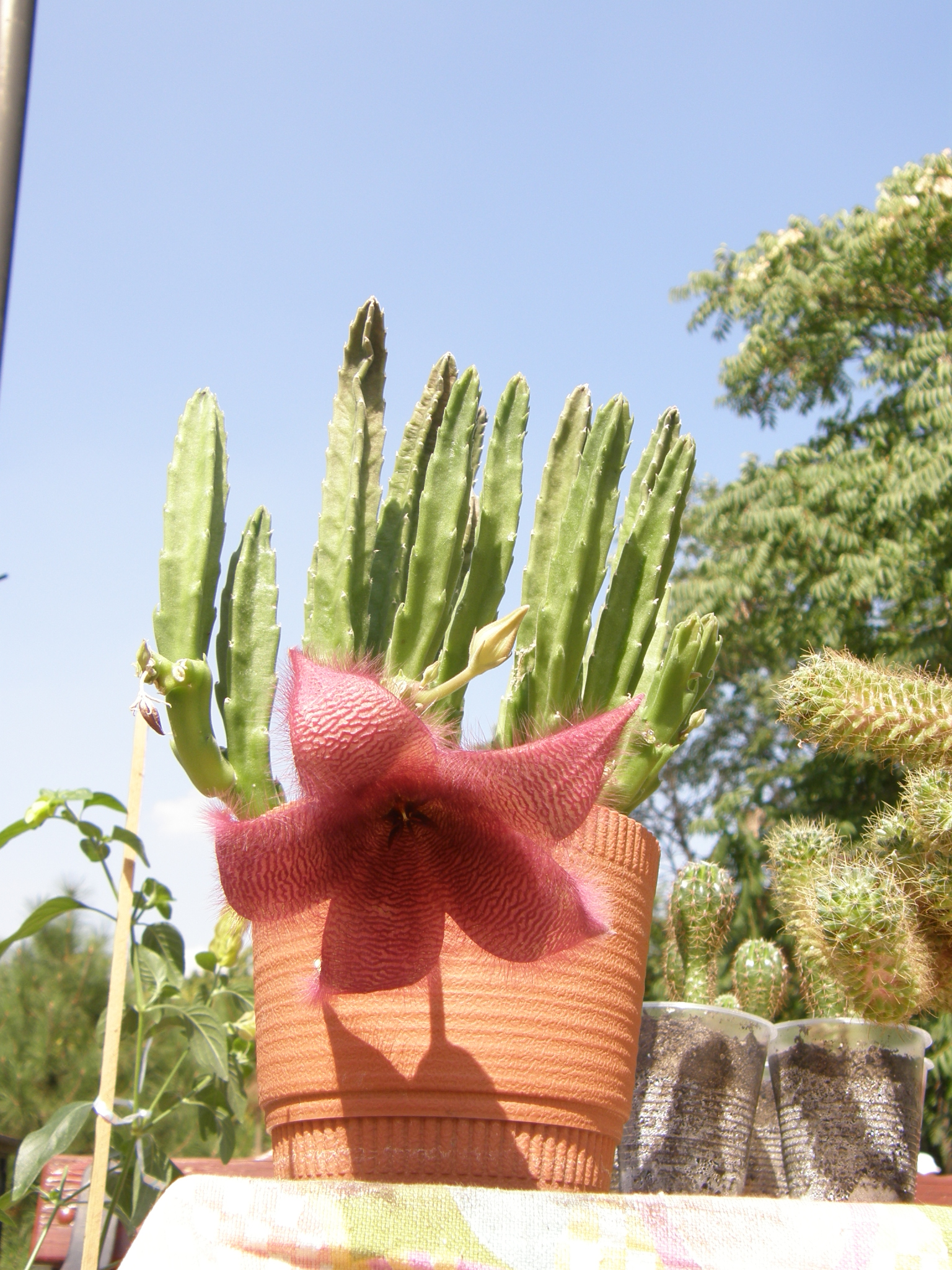
Stapelia grandiflora

Die Art kommt in den Trockengebieten der nördlichen, westlichen und östlichen Kapprovinzen und dem Freistaat der Republik Südafrika vor. Durch die sehr auffälligen und großen Blüten ist sie eine recht populäre Zimmerpflanze geworden.

## Mimese
Die Blüten von Stapelia grandiflora verströmen einen durchdringenden Aasgeruch, der Aasfliegen anlockt (Mimese). Sie kriechen dabei auch über Staubblätter und Gymnostegium und befruchten die Pflanze. Der Geruch zusammen mit der fleischfarbenen Oberfläche verleitet viele Fliegen sogar dazu, auf den Blüten ihre Eier abzulegen. Die schlüpfenden Larven gehen zugrunde. Der Vorteil ist einseitig auf Seiten der Pflanze.

## Systematik und Taxonomie
Die Art wurde von Francis Masson 1797 erstmals beschrieben. Synonyme zu Stapelia grandiflora Masson sind Stapelia ambigua Masson, Stapelia ambigua var. fulva Sweet, Stapelia grandiflora var. lineata N. E. Brown, Stapelia obscura N. E. Brown, Stapelia desmetiana N. E. Brown, Stapelia desmetiana var. apicalis N. E. Brown, Stapelia flavirostris N. E. Brown, Stapelia desmetiana var. pallisa N. E. Brown, Stapelia senilis N. E. Brown und Stapelia desmetiana var. fergusoniae R. A. Dyer.
Man kann zwei Varietäten unterscheiden:
- Stapelia grandiflora var. conformis (N.E.Br.) Bruyns (Syn.: Stapelia conformis N.E.Br.): Sie kommt in der östlichen Kapprovinz vor.[2]
- Stapelia grandiflora var. grandiflora: Sie ist in Südafrika verbreitet.[2]